# Santa Clara (1850)
La goleta Santa Clara fue un buque que sirvió en la Armada de la Confederación Argentina, participando de las primeras acciones de la guerra contra el Estado de Buenos Aires.

## Historia
El ex pailebot Eletta, construido en los Estados Unidos alrededor de 1845, fue adquirido y rebautizado Adolfo por el empresario Carlos Galeano y dedicado al tráfico fluvial en el Río de la Plata fue adquirido el 3 de septiembre de 1849 en la suma de $f 7000 por el gobierno de la Confederación Argentina y, tras montarse 2 cañones de a 18, se incorporó a la escuadra el 5 de ese mes a cargo de Antonio Toll y Bernadet, con una tripulación de 3 oficiales, 52 marineros y 11 soldados. 
Tenía una eslora de 20 m, 7 m de manga, 3 de puntal y un calado de 2 m.
Tras variarse su aparejo al de goleta de dos palos y variarse su artillería por 10 piezas de a 18, fue destinado al río Paraná para tareas de vigilancia de sus accesos. En el mes de diciembre de ese mismo año se instaló a bordo el "Aula Práctica de Náutica", improvisada escuela naval a cargo de Antonio Toll, con la que navegó hasta Paysandú, regresando luego a la ciudad de Buenos Aires en enero de 1850, reintegrándose entonces a sus anteriores tareas de vigilancia al mando interino de Tomás Craig hasta mayo. 

### Santa Clara
Ese año, por orden verbal del gobernador Juan Manuel de Rosas el Adolfo pasó a denominarse Santa Clara y fue destinado a reforzar la escuadrilla del río Paraná en previsión de un probable ataque paraguayo que finalmente no se produjo.
En julio de 1850 un malón atacó Carmen de Patagones y, nuevamente al mando de Craig, el Santa Clara formó parte del convoy que transportó refuerzos militares a la zona de conflicto. En el mes de agosto regresó a sus funciones habituales en el Río de la Plata hasta 1851, cuando al mando del teniente José Baltierra pasó a reparaciones, siendo luego nuevamente destinado a tareas de vigilancia en el Río de la Plata con apostadero en el Riachuelo y al mando del teniente 1° Manuel Antonio Gómez. 
En diciembre de 1851 varó en San Fernando (Buenos Aires) sufriendo un rumbo en el casco que lo obligó a pasar a reparaciones por lo que se encontraba aún en situación de desarme al producirse la batalla de Caseros.
En marzo de 1852 al mando del teniente 1° Bartolomé Cordero volvió al servicio activo y ya impuestas las nuevas autoridades, viajó a Uruguay para repatriar emigrados unitarios hasta el mes de junio, cuando volvió a operar como guardacostas. En agosto fue relevado por la goleta Maipú y pasó a disposición de John Halstead Coe para sumarse a una expedición a la Patagonia, que no se llegó a efectuar.
Tras la revolución del 11 de septiembre de 1852, el Santa Clara dejó el apostadero del Riachuelo y se dirigió al norte permaneciendo leal a la escuadra nacional al mando del capitán Álvaro José de Alzogaray, quien la calificaría de "hermosa goleta americana". Al iniciarse la guerra entre la Confederación Argentina y el Estado de Buenos Aires, fue puesto al mando sucesivo del subteniente Mariano Cordero, del teniente Fernando Pastor y finalmente del sargento mayor Francisco José Seguí.
Tras variarse su artillería por 1 cañón de a 20 lb, 2 de a 6 y 2 de a 4, todos de hierro, y una pieza de bronce de a 2, participó del bloqueo naval durante el Sitio de Buenos Aires hasta que al venderse el comandante de la escuadra Coe, Seguí se negó a sumarse a la traición y antes que entregar su buque lo embicó en la costa, donde antes que pudiera ser reflotado un fuerte temporal lo hizo naufragar.
Otra goleta llamada también Santa Clara sirvió en la escuadra del Estado de Buenos Aires: el ex Luisa, adquirida el 1 de febrero de 1853 por el estado rebelde de Buenos Aires a Patricio Fleming, aunque en realidad era "conocida como propiedad del señor Galeano", el mismo propietario del Adolfo. El 3 de febrero fue redenominada Santa Clara y se integró a la escuadra del estado rebelde al mando de José Murature participando del Combate de Martín García (1853).